# Hobart Johnstone Whitley
Hobart Johnstone Whitley, noto anche come HJ Whitley o con il soprannome Padre di Hollywood (7 ottobre 1847 – 3 giugno 1931), è stato un imprenditore canadese naturalizzato statunitense.
 È ricordato per essere stato lo sviluppatore immobiliare che ha contribuito a creare la suddivisione di Hollywood in California del sud.